# Вільям Джексон Гукер
Сер Вільям Джексон Гукер (англ. William Jackson Hooker; 6 липня 1785 — 12 серпня 1865) — англійський ботанік — систематик, директор Королівського ботанічного саду К'ю, член Королівського товариства (FRS), іноземний член-кореспондент Петербурзької Академії наук (1837). Автор численних робіт з флори Англії, Африки, Америки. Батько англійського ботаніка Джозефа Долтона Гукера.